# 알케인

가장 간단한 알케인인 메테인의 화학 구조

알케인(영어: alkane) 또는 알칸은 고리가 없는 사슬형 포화 탄화 수소의 일반명이다. 알케인은 오직 수소와 탄소로만 구성되어 있으며, 분자 내의 모든 결합은 단일 결합으로, 이중 결합이나 삼중 결합은 존재하지 않는다.
알케인의 일반식은 CnH2n+2이다. 가장 단순한 알케인은 탄소 하나와 수소 넷으로 이루어진 메테인으로, 화학식은 CH4이다.
알케인 내에서 각각의 탄소 원자는 이웃한 탄소 원자 및 수소 원자들과 결합하여 총 4개의 공유 결합을 형성하며, 모든 수소 원자는 각자 탄소 원자에 결합되어 있다. 탄소와 수소는 전기음성도 차이로 인해 극성 공유 결합을 하지만 전체적으로는 모든 쌍극자 모멘트가 상쇄되므로 무극성을 띤다. 탄소 원자의 개수에 따라서 알케인의 크기가 달라진다. 보통 탄소 수에는 제한이 없으나, 분자가 고리형이 아닌 사슬형 구조이고 포화 탄화 수소라는 조건을 만족해야 한다.
알케인은 대부분 반응성이 작고 무색 무취이며 생물학적인 활성도 작다. 그러나 때로는 반응성이 있는 작용기의 형태로 화학 반응에 참여하기도 한다. 대표적인 작용기인 알킬기는 일반적으로 간단히 R이라는 구조로 나타내는데, 알케인과 비슷하게 탄소와 수소의 단일 결합으로만 이루어져 있다.
알케인은 주로 연료, 용매, 윤활유 등으로 사용되며, 자연에서 발견되는 천연 가스, 석유 등은 모두 알케인을 포함하는 물질이다.

## 구조에 따른 분류
포화 탄화 수소는 크게 직선형, 가지형, 고리형의 세 가지 구조로 분류할 수 있다. IUPAC의 정의에 따르면 알케인은 직선형 및 가지형만을 포함하며, 고리형은 별도로 사이클로알케인이라 부른다. 또, 포화 탄화수소는 세 가지 구조가 조합된 형태로도 존재할 수 있는데, 모든 공유 결합이 단일 결합이라는 조건만 만족하면 이들 또한 알케인의 이성질체로 인정된다.

## 이성질체

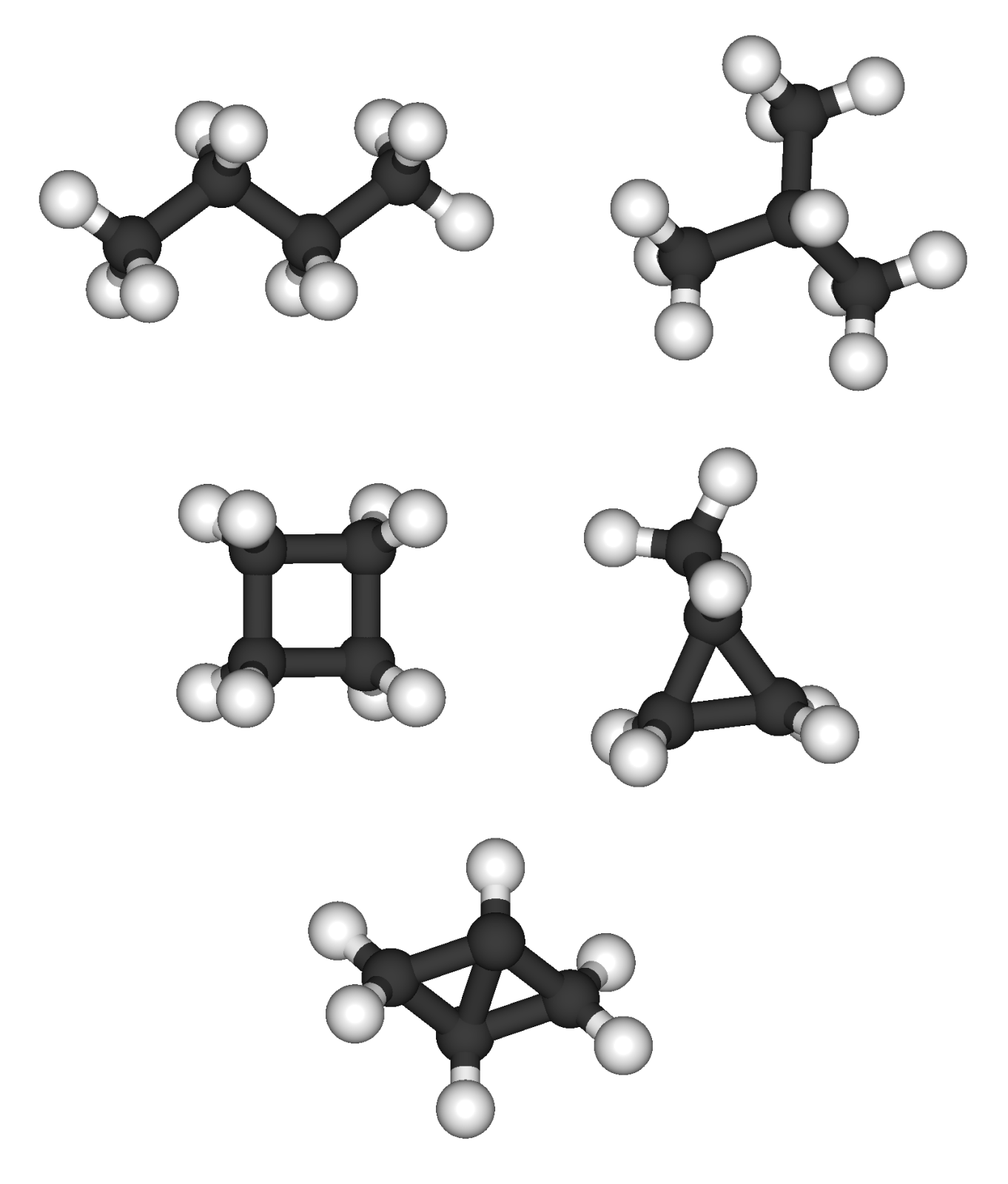
탄소 수가 4개인 알케인과 사이클로알케인. 왼쪽부터 n-뷰테인, 아이소뷰테인까지는 C_{4}H_{10}의 화학식을 가지는 알케인이며, 사이클로뷰테인, 메틸사이클로프로페인은 C_{4}H_{8} 사이클로알케인이다. 제일 아래는 C_{4}H_{6}의 화학식을 가지는 바이사이클로뷰테인(Bicyclobutane)으로, 이성질체가 존재하지 않는다.

탄소 수 4개 이상의 알케인은 탄소 원자들이 다양한 구조로 배열될 수 있는데, 이를 구조 이성질체라고 한다. 가장 간단한 알케인 이성질체는 가지 없이 오직 사슬형으로만 배열된 구조이다. 이는 보통 n-(노말-)이라는 접두사가 붙는다. 이외에도 탄소 원자들의 배열에 따라 여러 지점에서 가지가 달린 이성질체가 수없이 많이 존재하며, 탄소 원자의 개수가 증가함에 따라 이성질체의 숫자가 급격하게 증가한다. 아래는 탄소 수에 따른 이성질체의 개수이다.
- C1 : 메테인 (1개)
- C2 : 에테인 (1개)
- C3 : 프로페인 (1개)
- C4 : n-뷰테인, iso-뷰테인 (2개)
- C5 : 펜테인, iso-펜테인, neo-펜테인 (3개)
- C6 : 헥세인, 2-메틸펜테인, 3-메틸펜테인, 2,2-다이메틸뷰테인, 2,3-다이메틸뷰테인 (5개)

………
- C12 : 355개
- C32 : 27,711,253,769개
- C60 : 22,158,734,535,770,411,074,184개 (대부분 불안정)

가지 달린 알케인은 손대칭성 화합물을 가질 수 있다. 또, 이러한 이성질체 이외에 고리형의 사이클로알케인을 형성할 수도 있다.

## 명명법
IUPAC 명명법에서는 탄화 수소 사슬에 따라 알케인을 분류한다. 가지가 없는 포화 탄화 수소 사슬은 탄소 개수에 따라 주로 그리스어에서 유래한 숫자 접두사를 붙이며, 접미사로는 '-에인(-ane)'를 붙인다. 일반적으로 명명할 때 가지가 없는 사슬형의 탄화 수소의 모체명을 정하고 이들의 구조 번호를 매긴 뒤, 이러한 숫자 접두사를 붙인다. 가지가 있는 탄화수소의 경우, 치환체에 접두사를 붙인 뒤에 가지의 이름을 붙이는 방식으로 명명한다.
이러한 명명법의 유래는 빌헬름 호프만이 1866년에 탄화수소 명명법을 체계화하자고 제안한 것에서 유래하였다. 그는 모음 a,e,i,o,u를 이용하여 접미사 -ane, -ene, -ine(혹은 -yne), -one, -une 등을 각각 CnH2n+2, CnH2n, CnH2n-2, CnH2n-4, CnH2n-6의 일반식을 갖는 탄화수소 화합물에 이름을 붙이자고 제안하였다. 이들 중 -ane, -ene, -yne는 각각 알케인(alkane), 알켄(alkene, 분자 내에 이중 결합이 존재한다), 알카인(alkyne, 분자 내에 삼중 결합이 존재한다)에 사용되었으며, -one는 케톤을 총칭하는 말로 쓰이고 있다. 이밖에 -ol은 알코올이나 하이드록시기(OH)를 갖는 화합물에, -oxy-는 산소를 중심에 두고 양쪽으로 탄소가 결합된 에터에 사용된다.
이러한 IUPAC 명명법이 한 화합물에 여러 가지 사용되는 경우는 드물다.

### 사슬형 알케인
곧은 직선으로 이어진 사슬형 알케인은 가지가 달린 이성질체가 존재할 경우 접두사 'n-'(노말-)을 사용하여 이름을 붙인다. 이는 필수 사항은 아니며 보통 접두사가 없을 경우 n-알케인으로 보기는 하지만 이성질체의 성질이 크게 차이가 나면 여전히 중요하게 쓰인다.
탄소 수에 따른 사슬형 알케인의 이름은 아래와 같다.
CH4 : 메테인(methane)
C2H6 : 에테인(ethane)
C3H8 : 프로페인(propane)
C4H10 : 뷰테인(butane)
C5H12 : 펜테인(pentane)
C6H14 : 헥세인(hexane)
C7H16 : 헵테인(heptane)
C8H18 : 옥테인(octane)
C9H20 : 노네인(nonane)
C10H22 : 데케인(decane)
C11H24 : 운데케인(undecane)
C12H26 : 도데케인(dodecane)
C13H28 : 트라이데케인(tridecane)
C14H30 : 테트라데케인(tetradecane)
C15H32 : 펜타데케인(pentadecane)
C16H34 : 헥사데케인(hexadecane)
탄소 수 5개 이상인 알케인은 -ane 접미사와 배수 음절을 나타내는 접두사를 붙여서 사용한다. 이때 사용되는 숫자 접두사는 주로 그리스어이다.

### 가지 달린 알케인

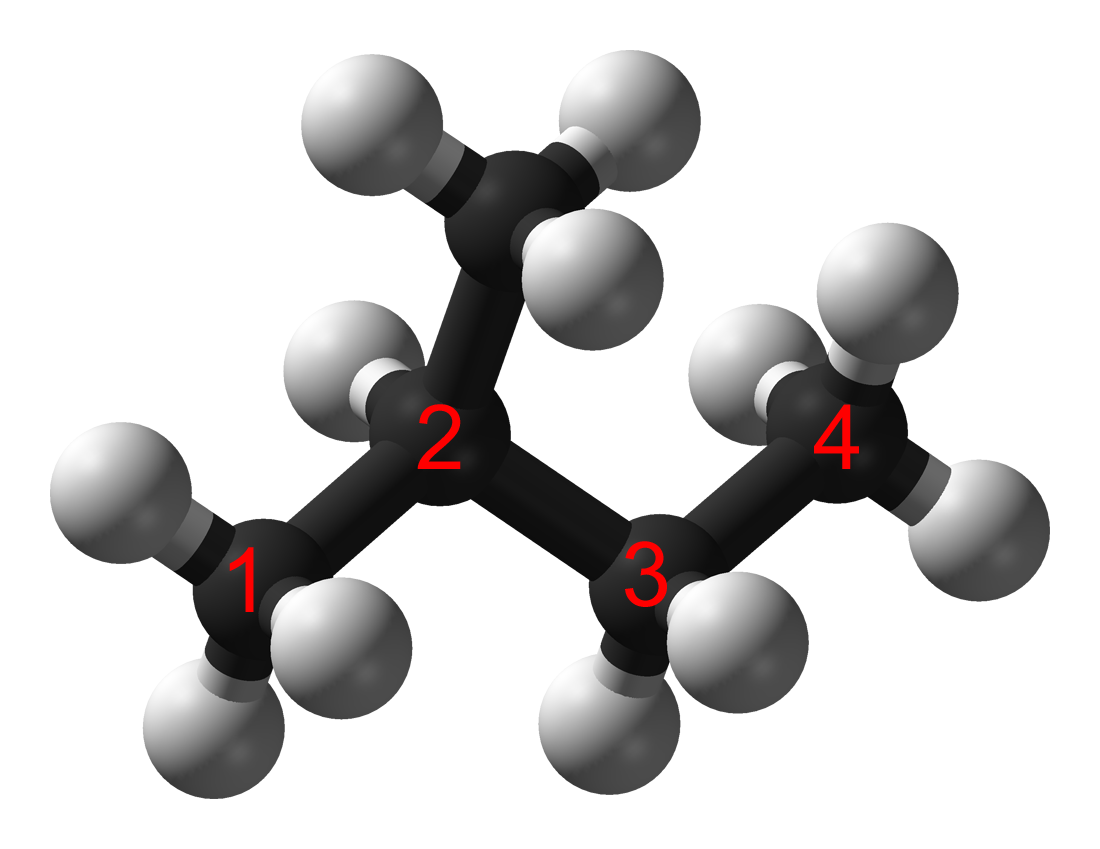
아이소펜테인(2-메틸뷰테인)의 공-막대기 모형

간단한 가지가 달린 알케인은 보통 사슬형 알케인과 구분하기 위한 접두사를 사용한다. 예를 들어, 가지 달린 이성질체가 세 가지 존재하는 펜테인은 n-펜테인, 아이소펜테인, 네오펜테인이라는 각각 다른 접두사를 이용하여 서로를 구분한다. 이 때 IUPAC 명명법을 이용하여 체계적인 알케인 이름을 붙일 수 있다. 일반적으로 복잡한 가지 달린 알케인은 아래와 같은 방법으로 명명한다.
- 탄소 원자가 가장 길게 배열된 사슬을 찾고 그 이름을 정한다.
- 각각의 곁가지마다 '-ane'으로 끝나는 접미사를 '-yl'로 고친다.
- 분자 내 탄소 번호는 주된 사슬의 한쪽 끝에서부터 붙이며, 각 치환기는 하나의 번호(위치 표시자, 영어: locant)를 가진다. 번호와 문자는 '-'으로 구별하며, 번호-치환기이름-기본 이름 순서로 이름을 쓴다.
- 2가지 이상의 치환기가 있을 때 치환기의 번호는 최대한 낮은 번호가 되도록 배정한다.
- 2가지 이상의 같은 치환기가 존재할 경우 수 접두사(di-, tri- 등)를 붙이며, 이는 모두 알파벳 순서로 배치한다.

아래는 펜테인의 이성질체를 이름 붙인 것이다.
| 일반명     | n-펜테인 | 아이소펜테인 | 네오펜테인           |
| IUPAC 이름 | 펜테인   | 2-메틸뷰테인 | 2,2-다이메틸프로페인 |
| ---------- | -------- | ------------ | -------------------- |
| 구조       |          |              |                      |

### 고리형 알케인
고리형 알케인은 알케인으로 분류되지 않고 사이클로알케인으로 분류된다. 이들은 다른 알케인과는 달리 분자 구조가 고리형이다. 간단한 사이클로알케인은 접두사 'cyclo-'가 붙어 다른 알케인과 구분된다. 이들은 고리형이 아닌 다른 알케인처럼 탄소 수에 따라 이름이 붙여지지만 고리형의 구조 때문에 수소 원자의 개수가 더 작다. 예를 들어 사이클로펜테인(C5H10)은 n-펜테인처럼 탄소 수가 5이지만 고리 모양을 이루고 있으므로 사이클로펜테인으로 구별된다.
치환된 사이클로알케인은 치환된 알케인과 비슷하게 고리 내의 탄소 번호에 따라 명명한다. 이러한 탄소 번호는 칸-인골드-프렐로그 순위 규칙에 따라 결정된다.

### 관용명
알케인의 관용명은 파라핀(영어: paraffins)이다. 이는 반응성이 작다는 뜻의 라틴어 parum affinis에서 유래한 것으로, 보통 화학식만 같으면 서로 다른 이성질체가 뒤섞인 알케인과 순수하게 한 가지 형태로만 이루어진 알케인을 구별하지 않는다.

## 물리적 성질
모든 알케인은 무색 무취이다. 대체로 물보다 밀도가 작아 물 위에 뜨는 성질이 있다. 아래의 표는 가지가 없는 여러 가지 알케인과 그 특징을 나타낸 표이다.
| 탄소 수 | 화학식  | 대한화학회 명명법 | 옛이름     | 영어 표기    | 끓는점[°C] | 녹는점[°C] | 밀도[g·cm−3] (20 °C) |
| ------- | ------- | ----------------- | ---------- | ------------ | ---------- | ---------- | -------------------- |
| 1       | CH4     | 메테인            | 메탄       | methane      | -162       | -183       | 기체                 |
| 2       | C2H6    | 에테인            | 에탄       | ethane       | -89        | -182       | 기체                 |
| 3       | C3H8    | 프로페인          | 프로판     | propane      | -42        | -188       | 기체                 |
| 4       | C4H10   | n-뷰테인          | 부탄       | butane       | 0          | -130       | 기체                 |
| 5       | C5H12   | n-펜테인          | 펜탄       | pentane      | 36         | -136       | 0.626(액체)          |
| 6       | C6H14   | n-헥세인          | 헥산       | hexane       | 69         | -95        | 0.659(액체)          |
| 7       | C7H16   | n-헵테인          | 헵탄       | heptane      | 98         | -91        | 0.684(액체)          |
| 8       | C8H18   | n-옥테인          | 옥탄       | octane       | 126        | -57        | 0.703(액체)          |
| 9       | C9H20   | n-노네인          | 노난       | nonane       | 151        | -54        | 0.718(액체)          |
| 10      | C10H22  | n-데케인          | 데칸       | decane       | 174        | -30        | 0.730(액체)          |
| 11      | C11H24  | n-운데케인        | 운데칸     | undecane     | 196        | -26        | 0.740(액체)          |
| 12      | C12H26  | n-도데케인        | 도데칸     | dodecane     | 216        | -10        | 0.749(액체)          |
| 20      | C20H42  | n-이코세인        | 이코산     | icosane      | 343        | 37         | 고체                 |
| 30      | C30H62  | n-트리아콘테인    | 트리아콘탄 | triacontane  | 450        | 66         | 고체                 |
| 40      | C40H82  | n-테트라콘테인    | 테트라콘탄 | tetracontane | 525        | 82         | 고체                 |
| 50      | C50H102 | n-펜타콘테인      | 펜타콘탄   | Pentacontane | 575        | 91         | 고체                 |

### 끓는점

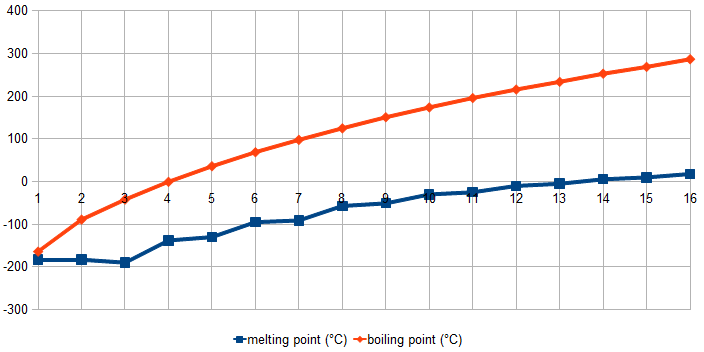
탄소 수 16까지 n-알케인의 녹는점과 끓는점을 나타낸 그래프. 파란색 선은 녹는점, 주황색 선은 끓는점이다.

알케인은 분자 간에 반데르발스 힘을 받는다. 이러한 분자간 힘이 클수록 알케인의 끓는점이 높아지게 되며, 보통 분자 주위를 둘러싸는 전자의 개수가 많을수록, 분자량이 클수록, 분자의 표면적이 넓을수록 끓는점이 높아진다.
표준 상태에서 탄소 수 4개까지의 알케인은 기체, 탄소 수 5개에서 17개까지의 알케인은 액체, 탄소 수 18개 이상부터는 고체로 존재한다. 일반적으로 알케인의 끓는점은 분자량에 거의 정비례하며, 사슬에 탄소가 1개 추가될 때마다 약 20~30℃ 정도 끓는점이 증가한다. 또, 곧은 사슬 모양의 알케인이 가지 달린 알케인보다 끓는점이 높다. 이는 분자의 표면적이 더 넓어 이웃한 분자들과의 반데르발스 힘이 더 커지기 때문이다.

### 녹는점
알케인의 녹는점은 알케인의 끓는점과 마찬가지 이유로 비슷한 경향을 보인다. 그러나 탄소 수 18 이상의 고체 알케인은 액체나 기체 상태로 존재하는 알케인보다 더 단단한 구조를 가지고 있으므로 이러한 구조를 허물기 위해 더 많은 에너지를 필요로 한다. 따라서 고체 구조가 잘 밀집되어 있을수록 녹는점도 증가한다. 위의 그래프의 파란색 선을 보면 탄소 수가 홀수 개인 알케인은 짝수 개인 알케인에 비해 녹는점이 낮은 경향이 있다. 이는 탄소 수가 짝수인 알케인이 고체 상태일 때 더 밀집한 구조를 가지므로 이를 허물기 위해서 더 많은 에너지가 필요하기 때문이다. 반면, 탄소 수가 홀수 개인 알케인은 비교적 느슨한 구조를 가지므로 그만큼 구조를 허물기 위한 에너지도 덜 필요하다.
가지 달린 알케인의 녹는점은 고체 상태에서 밀집되는 정도에 따라 곧은 사슬 구조의 알케인보다 높을 수도 있고 낮을 수도 있다. 이러한 경향은 아이소알케인에서 특히 잘 나타난다.

### 전기 전도성 및 용해도
알케인은 전기 전도도가 없으며, 전기장에서 비유전율도 매우 낮다. 따라서 이들은 수소 결합을 형성하지 않으며, 물과 같은 극성 용매에 녹지 않는다. 물 분자 간에 작용하는 수소 결합은 알케인 분자를 피해서 형성되므로 알케인과 물을 섞어놓으면 서로의 접촉 면적을 최소화하려는 경향을 나타낸다. 따라서, 알케인은 소수성이며, 방수에 사용할 수 있다. 이와는 반대로 알케인은 무극성 용매에 잘 용해된다.

### 분자 구조

메테인의 sp^{3} 혼성 오비탈.

알케인의 분자 구조는 그 물리적·화학적 성질에 직접적인 영향을 미친다. 알케인의 분자 구조는 탄소 원자가 이루는 4개의 공유 결합에 따라 결정되며, 알케인 내부의 탄소 원자는 항상 sp3 혼성 오비탈을 이룬다. 이들은 모두 같은 에너지를 가지므로 이론적으로 정사면체 구조를 가지며, 각 꼭짓점 사이의 각도는 약 109.47°이다.
또한, 알케인은 탄소 원자들이 오직 단일 결합으로만 결합되어 있기 때문에 결합을 축으로 하여 회전이 가능하다.

### 분광학적 특성
사실상 모든 유기 화합물은 탄소-탄소 결합이나 탄소-수소 결합을 포함하고 있으며, 분광기를 이용해 조사해보면 보통 알케인의 특성이 일부 나타난다. 알케인은 다른 작용기 없이 오직 탄소와 수소로만 구성되어 있으므로 하이드록시기, 포르밀기, 카복시기 등의 다른 작용기에서 나타나는 분광학적 특성이 나타나지 않는다.

#### 적외선 분광법
탄소-수소 결합은 약 2850~2960cm-1 정도의 진동수에서 강한 흡수 스펙트럼을 나타내며, 탄소-탄소 결합은 약 800~1300cm,-1 정도의 진동수를 가지는 빛을 흡수한다. 탄소와 수소의 결합 세기는 다른 작용기에 따라 달라진다. 예를 들어 메틸기가 포함된 알케인은 1450cm-1과 1375cm-1 정도, 메틸렌기가 포함되면 1465cm-1과 1450cm-1 정도의 진동수를 갖는 빛을 흡수한다. 이밖에 탄소 수 4개 이상의 알케인은 725cm-1 정도의 진동수를 가지는 빛을 약하게 흡수한다.
| 탄화수소 | 진동 | 진동수(cm-1) | 세기          |
| -------- | ---- | ------------ | ------------- |
| CㅡH     | 신축 | 2850~3000    | 중간          |
| CH2      | 굽힘 | 1450~1475    | 중간          |
| CH3      | 굽힘 | 1375, 1475   | 약하거나 중간 |

#### 질량 분석
알케인은 높은 이온화 에너지를 가지고 있으며, 분자 이온은 대부분 약하다. 알케인이 분해되는 패턴은 파악하기 어렵지만 가지 달린 알케인의 경우 자유 라디칼이 비교적 안정하므로 탄소 사슬의 3번째나 4번째 탄소에서 가장 먼저 분해된다.

## 화학적 성질
알케인은 비교적 반응성이 낮으며, 일반적으로는 산이나 염기와 잘 반응하지 않는다. 이러한 낮은 반응성 때문에 일반적으로 파라핀(영어: paraffins)이라고도 하며, 이는 '친화력이 작다'는 뜻의 라틴어 parum affinis에서 온 말이다. 석유는 알케인 분자들이 수백만년 동안 화학적 변화 없이 보존된 대표적인 예이다.
그러나 탄소 원자가 강하게 환원되는 조건에서는 알케인의 산화 환원 반응이 가능하며, 특히 산소나 할로젠이 함께 존재하면 더 그렇다. 또, 라디칼은 알케인의 반응에 핵심적인 역할을 한다.
일부 가지 달린 알케인은 다른 작용기가 결합할 공간을 내주기 위해 결합각이 109.5°에서 크게 벗어난 경우가 있는데, 이 때문에 분자가 불안정해지는 입체 장애가 생겨 반응성이 커지기도 한다.

### 산소와의 반응 (연소 반응)
모든 알케인은 연소를 통해 산소와 반응한다. 다만 탄소 수가 증가할수록 점화하는데 더 많은 에너지가 필요하다. 일반적으로 알케인은 산소가 충분히 주어질 때 거의 완전연소하여 물과 이산화 탄소를 발생시키며, 그 화학반응식은 아래와 같이 나타낼 수 있다.
CnH2n+2 + (1.5n+0.5)O2 → (n+1)H2O + nCO2
or CnH2n+2 + ((3n+1)/2)O2 → (n+1)H2O + nCO2
산소가 불충분한 조건에서는 일산화 탄소나 그을음이 생기기도 하며, 그 반응식은 아래와 같이 나타낼 수 있다.
CnH(2n+2) + (n+0.5)O2 → (n+1)H2O + nCO
CnH(2n+2) + (0.5n+0.5)O2 → (n+1)H2O + nC

### 할로젠과의 반응
알케인은 할로젠과 반응하여 분자 내의 수소가 할로젠으로 치환되는 치환 반응이 일어날 수 있다. 이때 라디칼이 중요한 역할을 한다. 이러한 반응은 열이 상당히 많이 방출되는 발열 반응이므로 폭발의 위험성도 있다. 이러한 반응은 공업적으로 할로젠화된 탄화수소를 제조하는데 필수적이다.

### 크래킹
크래킹은 분자 사이의 탄소 결합을 끊어 고분자 유기 화합물의 분자를 더 작은 분자로 분해하는 과정을 말한다. 알케인 분자에 열이나 압력, 혹은 촉매를 가하면 큰 분자가 더 작게 분해된다. 보통 원유를 분해하여 특정한 성분의 석유를 분해하거나 석유 화학 공업의 원료로 사용되는 각종 불포화 탄화 수소를 생산하는데 쓰인다. 촉매를 이용한 크래킹 과정은 산 촉매를 이용하는 경우가 많다.
대표적인 예는 등유(탄소 수 12~16개)를 크래킹하여 탄소 수가 5~12개인 휘발유를 만드는 과정이다. 알케인을 크래킹하면 결과물로 더 작은 알케인 분자와 알켄 분자가 각각 생성된다.

### 이성질체화 및 개질
이성질체화와 리포밍은 곧은 사슬형의 알케인이 백금 촉매 하에서 가열하여 다른 구조로 변형하는 과정이다. 이성질체화는 경우 곧은 사슬형의 알케인은 가지가 달린 구조로 변형하는 것이다. 따라서 알케인은 탄소나 수소 원자의 개수 변화 없이 분자량을 유지한다. 개질(reformation) 과정을 거치면 알케인은 사이클로알케인이나 방향족 탄화수소로 바뀌면서 부산물로 수소를 내놓는다. 두 과정 모두 옥탄가를 높이는데 이용된다. 뷰테인은 옥탄가가 높은 가지 달린 알케인을 만들기 때문에 이성질체화에 가장 많이 사용되는 알케인이다.

### 기타 반응
알케인은 니켈 촉매 존재 하에서 수증기와 반응하여 수소를 내놓는다. 한편, 알케인은 자연에 방출되면 대부분의 생명체가 화합물을 분해하는데 필요한 하이드록시기나 카르보닐기와 같은 작용기가 없어 빠르게 분해되지 않는다. 그러나 일부 세균은 알케인 분자 내의 탄소 원자를 산화시켜 비교적 가볍고 곧은 사슬 모양의 알케인을 대사 과정에서 처리할 수 있는데 이를 발효라고 한다. 이렇게 대사 과정을 거친 생성물은 알코올이며, 알데하이드를 거쳐 최종적으로 카르복시산으로 분해된다.

## 존재

### 우주에서의 존재

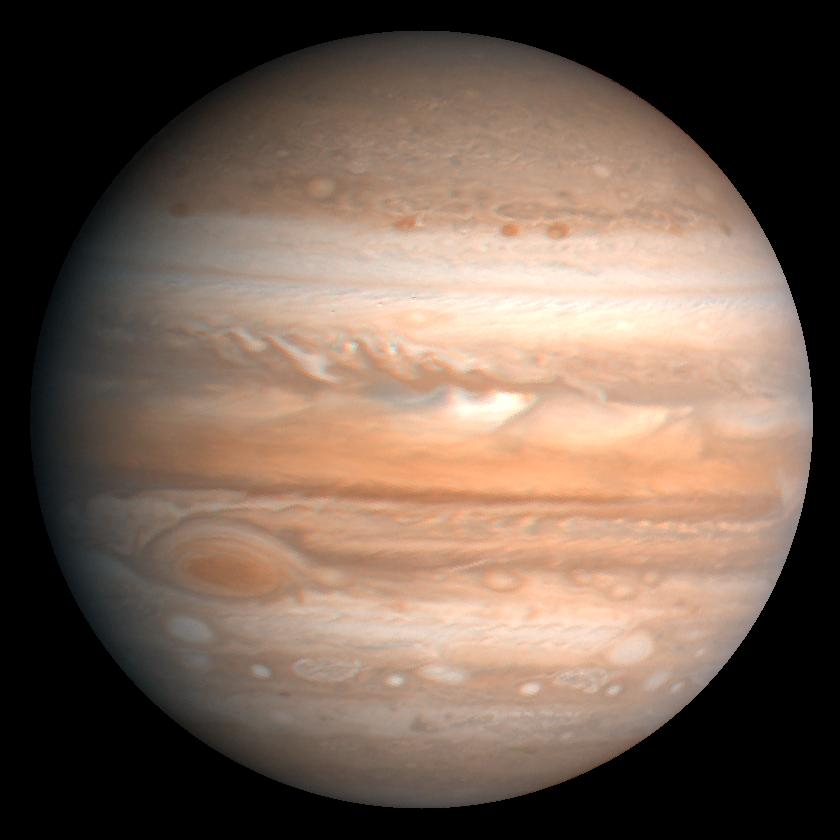
메테인과 에테인은 목성의 대기에서 미량을 차지한다.

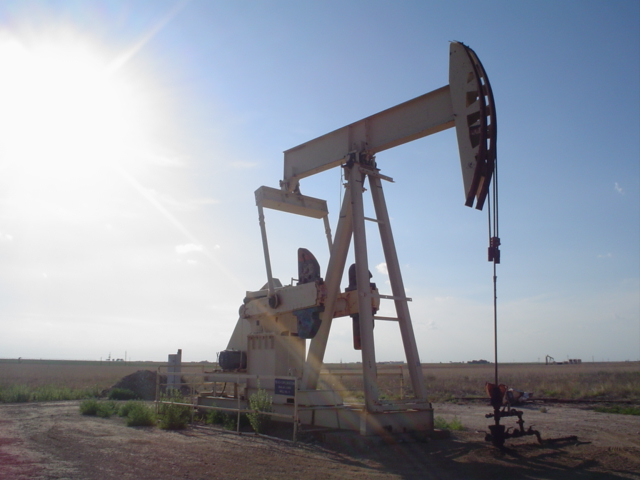
석유 굴착. 석유에는 알케인을 포함하여 다양한 탄화수소가 포함되어 있다.

알케인은 목성형 행성 및 그 위성에 미량 포함되어 있다. 예를 들어 목성의 대기에는 메테인이 약 0.3%, 에테인이 약 0.0002%를 차지하며, 이밖에 토성(메테인 0.2%, 에테인 0.0005%), 천왕성(메테인 1.99%, 에테인 0.00025%), 해왕성(메테인 1.5%, 에테인 1.5ppm) 등에도 미량 존재한다. 토성의 위성인 타이탄에는 메테인이 1.6%가량 포함되어 있으며, 그 존재는 하위헌스 탐사선이 확인하였다. 하위헌스 탐사선은 티탄의 대기에서 주기적으로 액체 메테인 비가 내린다는 사실도 발견하였다.
 티탄의 극지방에서는 메테인이나 에테인으로 구성된 호수도 발견되었다.
햐쿠타케 혜성에서도 메테인과 에테인이 발견되었다. 이 혜성의 화학 조성을 분석한 결과, 메테인과 에테인의 구성 비율은 비슷하며, 이는 태양에서 멀리 떨어진 성간 공간에서 생성된 얼음에서 이러한 휘발성 분자가 증발했기 때문이라고 추정된다. 이 밖에도 여러 가지 알케인이 운석에서 발견되었다.

### 지구에서의 존재
지구의 대기에는 극미량(약 1745ppb)의 메테인 기체가 존재하며, 이는 주로 반추동물의 위장에 서식하는 고균과 같은 미생물에 의해 생성된다.
알케인의 실용적인 생산은 천연 가스와 석유를 통해 이루어진다. 천연 가스는 주로 메테인과 에테인으로 구성되어 있으며, 소량의 프로페인 및 뷰테인이 혼합되어 있다. 석유는 액체 알케인과 기타 탄화수소의 혼합물이다. 이러한 탄화수소의 형성 과정에 대해서는 여러 가지 학설이 있으나, 일반적으로는 해양 생물의 시체가 얕은 호수나 바닥에 퇴적되어 산소가 차단된 환경에서 수백만 년동안 고온 고압에서 변형되어 탄화수소가 되었다는 가설이 받아들여지고 있다.이 가설은 현재 발견되는 유전의 대부분이 과거 호수나 바다였던 곳이고 단백질의 분해에 의해 생성된 질소나 황이 석유에 불순물로 첨가되어 있다는 점 때문에 받아들여지고 있다. 한편, 천연 가스는 아래와 같은 반응을 통해 생성된다.
C6H12O6 → 3CH4 + 3CO2
석유나 천연 가스 같은 탄화수소 화합물은 아주 긴 시간에 걸쳐 형성되기 때문에 한번 소진되면 다시 대체하기 힘들다. 따라서 이러한 탄화수소 퇴적물이 고갈되면 에너지 위기와 같은 사태가 발생하게 된다. 이에 대한 대처 방안으로 동물이나 부패하는 물질이 생성하는 메테인을 대체 에너지원으로 사용하는 연구가 진행 중이다.
한편, 알케인은 물에 거의 용해되지 않기 때문에 해수 속의 알케인 함량은 미미하다. 그러나 해저와 같이 저온 고압인 환경에서는 메테인이 물과 결정을 이루어 메테인 하이드레이트(일명 '불타는 얼음')라는 고체를 형성한다. 현재는 지구 온난화를 가속화할 수 있는 위험성 때문에 개발이 금지되어 있으나, 천연 가스와 석유보다 더 풍부한 양이 존재하므로 미래의 에너지원으로서의 가능성이 매우 높다. 대한민국과 일본 사이에 위치한 독도에 상당량 매장되어 있다.

### 생물학적 존재
고리형이 아닌 알케인은 자연에 다양한 형태로 존재한다.

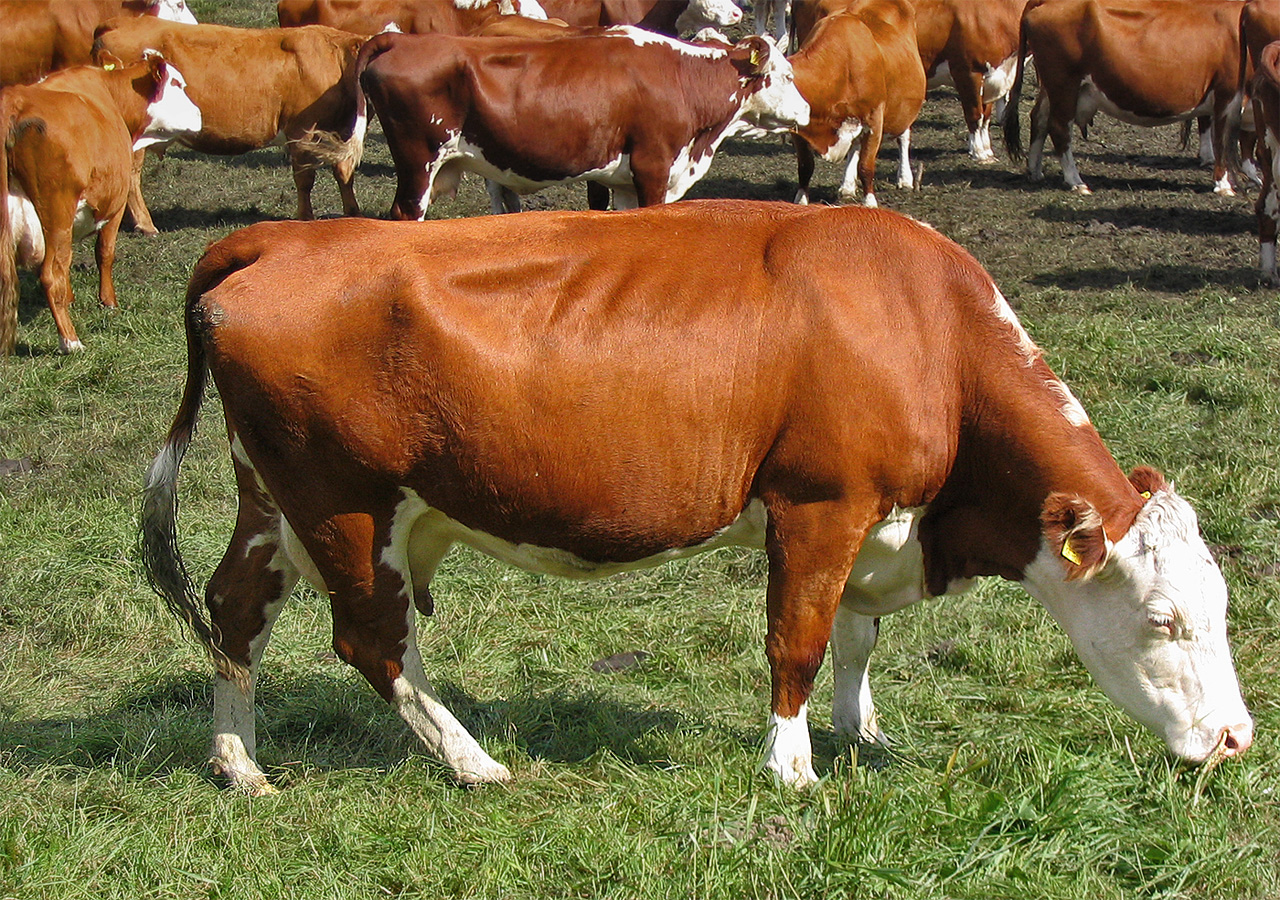
메테인을 생성하는 고균은 소의 위장에 서식하며, 지구 대기 중에 존재하는 메테인의 대부분은 이들이 생산한 것이다.

일부 세균은 알케인을 통해 대사 작용을 할 수 있으며, 이와 반대로 일부 메테인을 생성하는 고균은 이산화 탄소와 기타 산화된 유기 화합물을 이용하여 메테인을 만들 수 있다. 이때 수소의 산화를 통해 에너지가 방출된다.
CO2 + 4H2 → CH4 + 2H2O
이러한 메테인 생성 세균은 습지에서 서식하기도 하는데, 이들이 방출하는 양은 매년 20억 톤에 달하며, 대기 중에 존재하는 메테인은 거의 모두 이들이 생산한 것이다. 각종 초식동물의 내장 기관 속에도 살면서 매일 150리터에 달하는 메테인을 방출하며, 사람의 창자에도 존재하면서 지속적으로 메테인을 생산한다. 이렇게 생성된 알케인은 대기 중으로 방출되어 탄소 순환을 통해 마지막에는 식물의 광합성을 통해 고정된다.
또한, 알케인은 진핵생물의 세 가지 부류인 균계, 식물, 동물에서 각각 생물학적인 역할을 수행한다. Candida tropicale, Pichia sp., Rhodotorula sp.와 같은 일부 특화된 효모들은 알케인을 이용하여 탄소나 에너지를 얻는다. 균류의 일종인 Amorphotheca resinae는 항공 연료에 들어가는 사슬형 알케인을 선호하는 경향이 있으며, 열대 지역에서 발사되는 항공기 및 우주선에 심각한 문제를 일으키기도 한다.
식물의 경우, 사슬이 긴 고체 알케인은 식물의 큐티클 층에 구성 성분으로 소량 포함되는 경우가 있다. 이러한 고체 알케인은 소수성이므로 식물에서 물이 과다하게 증발하는 것을 막아주고 비에 의해 중요한 미네랄 성분이 녹아 빠져나가는 것을 방지하며, 외부에서 들어오는 세균, 균류 및 각종 해충들을 막아주는 효과가 있다. 보통 식물에 사용되는 알케인의 사슬은 탄소 수가 27~33 사이의 홀수인 경우가 많다. 이는 식물이 탄소 수가 짝수인 지방산에서 탈카복실화반응을 통해 생성된다. 이러한 고체 알케인 층의 구성 성분은 종에 따라 큰 차이를 나타내지는 않지만 계절이나 태양광의 세기, 온도, 습도 등과 같은 주변 환경에 따라 달라질 수 있다.
식물의 조직에서는 사슬이 비교적 짧은 휘발성의 알케인이 생성되기도 한다. 이러한 휘발성 알케인은 꽃 향기의 성분이기도 하다. 예를 들어, 일부 장미 종류는 n-노네인이 주요 성분으로 포함되어 있다. 에테인, 펜테인, 헥세인 등 기체이거나 휘발성의 알케인은 식물이 낮은 농도로 방출하는 것이 관찰된 적이 있으나, 이들은 대기 오염에는 영향을 거의 주지 않는 것으로 추정된다. 식물성 유지에는 보통 탄소 수 8~35개 정도를 가지는 알케인이 수십~수백 ppm 정도의 소량으로 포함되어 있다.
또, 알케인은 불포화 탄화수소에 비해 적기는 하지만 동물성 물질에서도 발견된다. 대표적인 예로 상어의 간에서 추출한 동물성 유지에는 약 14% 정도의 C19H40(2,6,10,14-테트라메틸펜타데케인)이 포함되어 있다. 또, 알케인은 곤충들이 소통할 때 사용하는 화학적 신호 전달 물질인 페로몬에도 주요 구성 성분으로 들어간다. 일부 딱정벌레 종에서는 펜타코세인(C25H52), 3-메틸펜타아이코세인과 9-메틸펜타아이코세인(C26H54) 등의 알케인이 접촉을 통해 교환된다. 일부 체체파리는 4가지의 알케인으로 구성된 페로몬을 이용하여 먼 거리에서도 냄새를 맡을 수 있도록 한다. 꿀벌은 트리코세인과 펜타코세인의 두 가지 알케인을 분비하면서 '춤'을 추는 것으로 알려져 있다.
이 밖에도 알케인은 식물이 수분하기 위한 목적으로 곤충을 유인할 때 사용하기도 한다.

## 생산

### 석유 정제

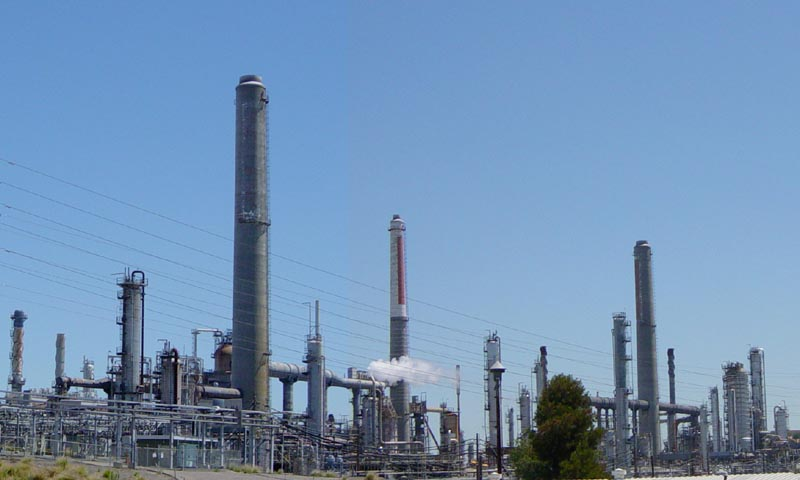
석유 정제

알케인의 주요 공급원은 천연 가스와 석유이다. 알케인은 끓는점 차이를 이용한 분별 증류를 통해 석유 정제 과정에서 분리되며, 탄소 수에 따라 다양한 물질로 나뉜다.

### 피셔-트롭슈 공정
피셔-트롭슈 공정은 일산화 탄소와 수소를 합성하여 알케인을 포함하는 액체 탄화수소를 생산하는 공정이다. 이 방법은 석유를 분별 증류하여 알케인을 얻는 방법을 대체할 수 있다.

### 실험실에서의 합성
보통 상업적인 용도로 판매되는 것이 흔하기 때문에 실험실에서는 의도적으로 알케인을 합성할 필요가 많지 않다. 또한, 알케인은 화학적으로나 생물학적으로나 반응성이 낮고 작용기끼리 서로 치환되는 반응이 잘 일어나지 않는다. 따라서 알케인이 실험실에서 합성되는 경우는 어떤 반응의 부산물로 생성되는 경우가 많다. 예를 들어 n-부틸리튬은 강한 염기로 작용하여 부산물로 짝산인 n-뷰테인을 내놓는다.
C4H9Li + H2O → C4H10 + LiOH
하지만 어떤 때는 위와 비슷한 반응을 의도적으로 일으켜 알케인 분자를 알킬기와 같은 작용기로 작용하게 하는 경우가 있다. 예를 들어 알킬기의 일종인 에틸기는 하이드록시기와 결합하면 탄화수소 유도체의 일종인 에탄올을 생성한다. 이런 작용을 유도하기 위하여 고안된 방법 중 가장 잘 알려진 방법은 알켄의 수소화 반응이다.
RCH=CH2 + H2 → RCH2CH3 (R은 알킬기)
또한, 알케인이나 알킬기는 할로젠화 알킬에서 직접 생성되기도 한다.

## 용도
알케인은 탄소 수에 따라 그 용도가 다양하다. 탄소 수 1~4까지, 즉 메테인부터 뷰테인은 주로 가정용으로 사용되며, 일부 국가에서는 화력 발전에 사용하기도 한다. 특히 메테인과 에테인은 천연 가스의 주성분으로 보통 높은 압력 하에서 석유와 함께 기체 상태로 매장되어 있다. 이러한 기체는 냉각 및 압축을 통해 액화시켜 쉽게 수송할 수 있으며, 이를 액화천연가스(LNG)라고 한다. 프로페인과 뷰테인은 비교적 낮은 압력에서도 액화되며, 이를 액화석유가스(LPG)라고 한다. 프로페인은 자동차 연료나 휴대용 화로에서 사용하며, 뷰테인은 라이터나 야외용 연료로 사용된다. 프로페인과 뷰테인 모두 에어로졸 스프레이의 압축 가스로 사용할 수 있다.
탄소 수 5~8까지, 즉 펜테인부터 옥테인까지의 알케인은 휘발성이 뛰어난 액체이다. 이들은 쉽게 증발하여 연소실에서 액화되지 않고 고르게 연소하므로 주로 내연 기관의 연료로 사용된다. 가지가 달린 알케인은 노킹 현상을 잘 일으키지 않으므로 곧은 사슬로만 이루어진 알케인보다 더 좋은 연료로 취급된다. 노킹 현상을 측정하는 정도는 연료의 옥탄가를 측정하여 결정한다. 또, 이러한 알케인은 무극성 물질을 잘 용해시키는 용매로 사용되기도 한다.
탄소 수 9~16까지의 알케인(노네인부터 헥사데케인)은 점성이 큰 액체로, 연료로 쓰기에는 적합하지 않다. 이들은 주로 디젤 기관과 항공 연료로 사용된다. 그러나 이들 알케인은 녹는점이 높고 극지방의 저온에서는 점성이 너무 커지므로 문제를 일으킬 수 있다.
탄소 수가 16개를 넘는 알케인은 중유와 윤활유의 주성분이다. 특히 윤활유로 쓰일 때는 마찰을 줄임과 동시에 부식을 방지하는 역할을 한다. 이는 알케인이 소수성이므로 물이 금속의 표면에 닿는 것을 막아 부식이 되는 것을 막기 때문이다. 이 밖에도 다양한 고체 알케인은 양초 등의 파라핀에 주요 성분으로 들어간다.
탄소 수가 35개를 넘어가는 알케인은 도로를 포장하는데 쓰이는 아스팔트의 성분으로 쓰인다. 그러나 이들은 경제적인 가치가 별로 없고 크래킹 과정을 통해 비교적 탄소 수가 작은 알케인으로 분해시켜 사용한다.
폴리에틸렌이나 폴리프로필렌 등 일부 중합체는 수백 개에서 수천 개까지의 탄소 원자로 이루어진 알케인 사슬을 가진 고분자 화합물이다. 이러한 물질은 수많은 곳에 사용되며, 매년 수십억 킬로그램이 생산되어 다양한 분야에 사용된다.

## 위험성
비교적 가벼운 기체 알케인 분자들은 공기와 혼합되면 폭발성 혼합물이 된다. 특히 메테인은 공기 중에 1~8% 정도 포함되어 있으면 폭발할 수 있다. 또한, 비교적 가벼운 액체 알케인은 탄소 수가 증가함에 따라 위험성이 줄어들기는 하나, 상당히 가연성이 크다. 이와는 별도로 펜테인, 헥세인, 헵테인, 옥테인은 '자연에 위험하거나 해로운 물질'로 분류되어 있으며, 곧은 사슬 모양의 헥세인은 신경독이다.

## 같이 보기
- 사이클로알케인
- 화학용어 개정안

- 알켄
- 알카인
- 소듐
- 포타슘

- 작용기
  - 알킬
- 실레인